# Jurica Vučko
Jurica Vučko (Split, 8 de outubro de 1976) é um ex-futebolista croata que atuava como atacante. Desde 2015 é auxiliar-técnico do PAOK.

## Carreira em clubes
Profissionalizou-se em 1995, no Hajduk Split, e em 5 anos, foi uma peça importante na equipe, onde jogou 104 vezes e marcou 37 gols. Tal desempenho chamou a atenção do Alavés, sendo vice-campeão da Copa da UEFA de 2000–01, quando a equipe foi derrotada na prorrogação pelo Liverpool, graças a um gol-contra do lateral Geli.
Teve ainda uma curta passagem pelo Salamanca antes de voltar ao Alavés em 2003. Seu último clube em território espanhol foi o Poli Ejido, entre 2004 e 2006, ano em que regressaria ao Hajduk Split, não repetindo o desempenho da passagem anterior, disputando apenas 8 partidas.
Vučko encerrou a carreira em 2008, com apenas 31 anos de idade, no Tianjin Teda.

## Seleção Croata
Pela Seleção da Croácia, Vučko fez sua estreia em outubro de 1998, quando os axadrezados enfrentaram Malta, pelas Eliminatórias da Eurocopa de 2000. Participou ainda de 2 amistosos, contra Espanha e França (respectivamente, em fevereiro e maio de 2000) e do jogo contra San Marino, pelas eliminatórias europeias da Copa de 2002. Porém, o atacante não foi à competição disputada em conjunto por Japão e Coreia do Sul.